# Francisco Alves
Francisco Alves este un oraș în Paraná (PR), Brazilia.